# Okresní soud ve Strakonicích
Okresní soud ve Strakonicích je okresní soud se sídlem ve Strakonicích, jehož odvolacím soudem je Krajský soud v Českých Budějovicích. Soud se nachází ve starší budově bez bezbariérového přístupu ve Smetanově ulici a rozhoduje jako soud prvního stupně ve všech trestních a civilních věcech, ledaže jde o specializovanou agendu (nejzávažnější trestné činy, insolvenční řízení, spory ve věcech obchodních korporací, hospodářské soutěže, duševního vlastnictví apod.), která je svěřena krajskému soudu.

## Soudní obvod
Obvod Okresního soudu ve Strakonicích se shoduje s okresem Strakonice, patří do něj tedy území těchto obcí:
Bavorov •
Bělčice •
Bezdědovice •
Bílsko •
Blatná •
Bratronice •
Březí •
Budyně •
Buzice •
Cehnice •
Čečelovice •
Čejetice •
Čepřovice •
Čestice •
Číčenice •
Doubravice •
Drahonice •
Drachkov •
Drážov •
Droužetice •
Dřešín •
Hajany •
Hájek •
Hlupín •
Horní Poříčí •
Hornosín •
Hoslovice •
Hoštice •
Chelčice •
Chlum •
Chobot •
Chrášťovice •
Jinín •
Kadov •
Kalenice •
Katovice •
Kladruby •
Kocelovice •
Krajníčko •
Kraselov •
Krašlovice •
Krejnice •
Krty-Hradec •
Kuřimany •
Kváskovice •
Lažánky •
Lažany •
Libějovice •
Libětice •
Litochovice •
Lnáře •
Lom •
Mačkov •
Malenice •
Mečichov •
Měkynec •
Milejovice •
Miloňovice •
Mnichov •
Mutěnice •
Myštice •
Nebřehovice •
Němčice •
Němětice •
Nihošovice •
Nišovice •
Nová Ves •
Novosedly •
Osek •
Paračov •
Pivkovice •
Pohorovice •
Pracejovice •
Předmíř •
Přední Zborovice •
Předslavice •
Přechovice •
Přešťovice •
Radějovice •
Radomyšl •
Radošovice •
Rovná •
Řepice •
Sedlice •
Skály •
Skočice •
Slaník •
Sousedovice •
Stožice •
Strakonice •
Strašice •
Strunkovice nad Volyňkou •
Střelské Hoštice •
Škvořetice •
Štěchovice •
Štěkeň •
Tchořovice •
Truskovice •
Třebohostice •
Třešovice •
Úlehle •
Únice •
Uzenice •
Uzeničky •
Vacovice •
Velká Turná •
Vodňany •
Volenice •
Volyně •
Záboří •
Zahorčice •
Zvotoky